# Фінал Кубка володарів кубків 1969
Фінал Кубка володарів кубків 1969 — футбольний матч для визначення володаря Кубка володарів кубків УЄФА сезону 1968/69, 9-й фінал змагання між володарями національних кубків країн Європи. 
Матч відбувся 21 травня 1969 року у Базелі за участю володаря Кубка Іспанії 1967/68 «Барселони» та володаря Кубка Чехословаччини 1967/68 «Слован» (Братислава). Гра завершилася перемогою чехословаків з рахунком 3-2, які здобули свій перший титул володарів Кубка володарів кубків.

## Шлях до фіналу
| Слован             | Слован    | Слован      | Слован         | 1968/69      | Барселона | Барселона | Барселона   | Барселона      |
| ------------------ | --------- | ----------- | -------------- | ------------ | --------- | --------- | ----------- | -------------- |
| Суперник           | Результат | Перший матч | Повторний матч | Раунд        | Суперник  | Результат | Перший матч | Повторний матч |
| Бор                | 3–2       | 3–0 (Д)     | 0–2 (Г)        | Перший раунд | Лугано    | 4–0       | 1–0 (Г)     | 3–0 (Д)        |
| Порту              | 4–1       | 0–1 (Г)     | 4–0 (Д)        | Другий раунд | -         | -         | -           | -              |
| Торіно             | 3–1       | 1–0 (Г)     | 2–0 (Д)        | 1/4 фіналу   | Люн       | 5–4       | 3–2 (Г)     | 2–2 (Д)        |
| Данфермлін Атлетік | 2–1       | 1–1 (Г)     | 1–0 (Д)        | 1/2 фіналу   | Кельн     | 6–3       | 2–2 (Г)     | 4–1 (Д)        |

## Деталі
| 21 травня 1969 |

| Слован (Братислава)                 | 3:2      | Барселона             |
| ----------------------------------- | -------- | --------------------- |
| Цветлер 2' Грівняк 30' Чапкович 42' | Протокол | Сальдуа 16' Решак 52' |

| Санкт-Якоб, Базель Глядачів: 19 478 Арбітр: Лоренс ван Равенс |

| Слован | Барселона |

| В                |  | Александр Венцель     |  |     |
| З                |  | Йозеф Філо            |  |     |
| З                |  | Владімір Грівняк      |  |     |
| З                |  | Александер Горват (к) |  |     |
| З                |  | Ян Злоха              |  |     |
| ПЗ               |  | Ян Чапкович           |  |     |
| ПЗ               |  | Іван Грдличка         |  |     |
| ПЗ               |  | Людовіт Цветлер       |  |     |
| ПЗ               |  | Йозеф Чапкович        |  |     |
| Н                |  | Ладислав Модер        |  | 67' |
| Н                |  | Карол Йокль           |  |     |
| Запасні:         |  |                       |  |     |
| ПЗ               |  | Йозеф Хатар           |  | 67' |
| Головний тренер: |  |                       |  |     |
| Міхал Вічан      |  |                       |  |     |

| В                 |  | Сальвадор Садурні     |  |     |
| З                 |  | Хосеп Франк           |  | 11' |
| З                 |  | Хоакім Ріфе           |  |     |
| З                 |  | Ферран Олівелья (к)   |  |     |
| З                 |  | Еладіо Сільвестр      |  |     |
| ПЗ                |  | Сантьяго Кастро       |  | 46' |
| ПЗ                |  | Педро Сабалья         |  |     |
| ПЗ                |  | Жозеп Фусте           |  |     |
| Н                 |  | Карлос Пеллічер       |  |     |
| Н                 |  | Хосе Антоніо Сальдуа  |  |     |
| Н                 |  | Карлес Решак          |  |     |
| Запасні:          |  |                       |  |     |
| З                 |  | Хесус Марія Переда    |  | 11' |
| Н                 |  | Жоржі Алберту Мендоса |  | 46' |
| Головний тренер:  |  |                       |  |     |
| Сальвадор Артігас |  |                       |  |     |